# سامانه ماهواره‌ای ردیابی و بازپخش داده‌ها

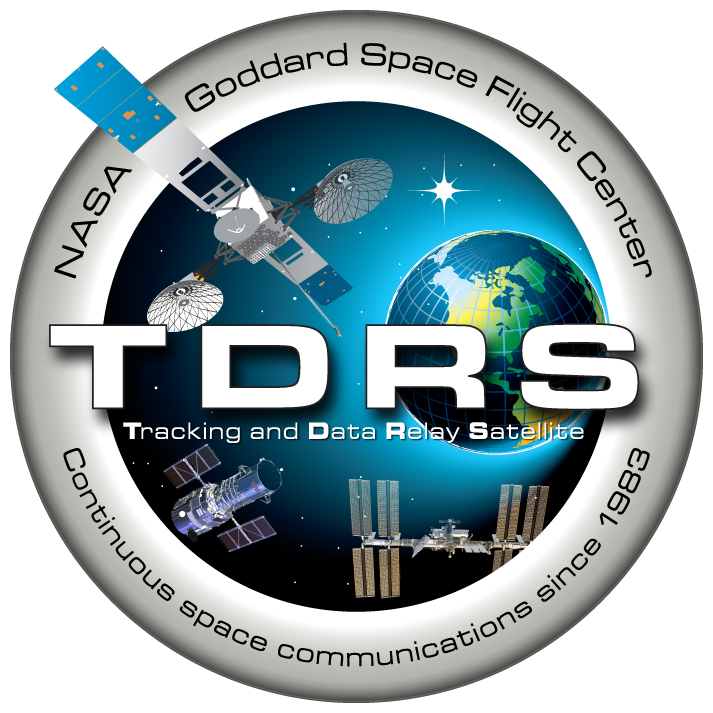
نشان TDRS

سامانه ماهواره‌ای ردیابی و بازپخش داده‌ها (انگلیسی: Tracking and Data Relay Satellite System) یا TDRSS شبکه‌ای از ماهواره‌های مخابراتی آمریکایی و ایستگاه‌های زمینی که توسط ناسا برای ارتباطات فضایی مورد استفاده قرار می‌گیرد. هر کدام است که هر کدام از ماهواره‌های این سامانه ماهواره ردیابی و بازپخش داده‌ها (TDRS) نامیده می‌شود. این سامانه به منظور جایگزینی شبکه ایستگاه‌های زمینی موجود که همه ماموریت‌های پروازی ناسا را پشتیبانی می‌کردند، طراحی شد. هدف اولیه طراحی این سامانه افزایش زمان ارتباط فضاپیماها با ایستگاه‌های زمینی و بهبود حجم داده‌های قابل جابه‌جایی بوده است. تعدادی از ماهواره‌های ردیابی و بازپخش داده در دهه ۱۹۸۰ و ۱۹۹۰ میلادی توسط شاتل فضایی به فضا پرتاب شدند. برخی دیگر از این ماهواره‌ها نیز با استفاده از موشک‌های اتلس ۲ای و اتلس ۵ در مدار قرار گرفتند.